# Ants Järv
Ants Järv (* 15. Dezember 1928 in Tartu; † 13. März 2019 ebenda) war ein estnischer Literatur- und Theaterwissenschaftler.

## Leben und Werk
Ants Järv machte 1949 in Tartu sein Abitur und studierte von 1949 bis 1954 an der Universität Tartu Estnische Philologie. Nach seinem Studienabschluss war er bis 1963 Lehrer an einer Tartuer Schule, ab 1958 parallel dazu auch Dozent an der Universität. Dort war er ab 1963 in der Aspirantur und wurde am 20. April 1967 mit einer Arbeit über August Kitzberg zum Kandidaten der Wissenschaft promoviert, was heute dem Doktorgrad entspricht. Anschließend war er in verschiedenen Positionen an der Universität Tartu angestellt und dozierte Literatur. Von 1978 bis 1980 war er Estnischlektor an der Universität Turku, von 1983 bis 1985 an der Universität Helsinki.
Järvs Arbeitsschwerpunkt waren die estnische Dramaturgie und die estnische Kinderliteratur. Er verfasste neben wissenschaftlichen Artikeln auch zahlreiche Schulbücher und -broschüren und fungierte als Herausgeber klassischer estnischer Dramatiker. Ferner war er einer der Autoren der 2001 erschienenen „Estnischen Literaturgeschichte“, die heute als Standardwerk gilt.

## Bibliografie (Auswahl)

### Monografien
- Väliseestlaste teater ja draama. Tartu Ülikool, Tartu 1991. 200 S.
- (gemeinsam mit Epp Annus, Luule Epner, Sirje Olesk, Ele Süvalep und Mart Velsker:) Eesti kirjanduslugu. Koolibri, Tallinn 2001. 703 S.
- August Kitzbergi "Tuulte pöörises" 100. EKSA, Tallinn 2006. 287 S.

### Aufsätze
- A. Kitzbergi draamalooming võõrkeelsetel lavadel, in: Looming 2/1967, S. 301–308.
- Lisandusi noore Gustav Suitsu tegevuse kohta aastail 1901-1902, in: Keel ja Kirjandus 7/1987, S. 416–419.
- Ühe Jakob Hurda luuletuse algupärast, in: Keel ja Kirjandus 7/1989, S. 430–431.

### Sekundärliteratur
- Väitekirjade kaitsmine, in: Keel ja Kirjandus 7/1967, S. 446–447.
- Piret Kruuspere: Kurvastavaid vajakajäämisi üldpildis, in: Keel ja Kirjandus 2/1992, S. 111–117.